# Kniphofia
Kniphofia là danh pháp khoa học của một chi thực vật trong họ Asphodelaceae, bao gồm khoảng 70+ loài, bản địa của châu Phi.
Trong nghề làm vườn, cho tới nay người ta vẫn còn gọi các loài này theo danh pháp lỗi thời là Tritoma Ker Gawl. hay Notosceptrum Benth..

## Đặc điểm
Kniphofia chủ yếu là cây lưu niên với một vài loài là thường xanh. Chúng có chiều cao trung bình trong khoảng 1-1,5 mét nhưng có một vài loài có thân thấp. Loài cao nhất (Kniphofia thomsonii) có phần thân mang hoa dài tới 3 mét. Các lá của chúng mọc thành một bó hình nơ, từ giữa đâm ra chồi mang hoa. Hoa nhỏ với 6 cánh, mọc thành cụm dạng bông nằm ở phía trên của thân. Bầu nhụy có 3 lá noãn. Quả nang. Chúng chịu được lạnh từ -10 °C tới -15 °C. Nhân giống bằng hạt hay chồi vào mùa xuân.
Các loài cây này sinh ra các cụm hoa tươi màu, có màu từ đỏ tới da cam hay vàng. Cụm hoa thường có 2 màu (vàng/đỏ) do khi hoa nở thì cánh hoa có màu vàng nhưng nụ hoa thì lại có màu đỏ. Do các nụ hoa nở dần từ dưới lên trên nên nói chung thấy chúng có hoa màu vàng phía dưới và màu đỏ ở phía trên.
Chi Kniphofia được đặt tên theo Johann Hieronymus Kniphof, một nhà thực vật học và bác sĩ người Đức thế kỷ 18.
Tên gọi phổ biến của chúng trong tiếng Anh là Tritoma, Red hot poker (que cời nóng đỏ), Torch lily (loa kèn đuốc), Poker plant (cây que cời). Một vài diễn đàn trên mạng cho rằng nó có tên gọi tiếng Việt là "hoa mũi tên" nhưng điều này chưa có nguồn chính thức nào kiểm chứng.

## Một số loài
- Kniphofia brachystachya
- Kniphofia caulescens
- Kniphofia ensifolia
- Kniphofia foliosa
- Kniphofia gracilis
- Kniphofia hirsuta
- Kniphofia isoetifolia
- Kniphofia laxiflora
- Kniphofia macowanii
- Kniphofia nelsonii
- Kniphofia northiae
- Kniphofia pumila
- Kniphofia reflexa (nguy cấp[1])
- Kniphofia rufa
- Kniphofia sarmentosa
- Kniphofia stricta
- Kniphofia thomsonii
- Kniphofia triangularis
- Kniphofia tuckii
- Kniphofia uvaria, Loa kèn đuốc

## Sử dụng
Một vài loài đã được sử dụng ở quy mô thương mại trong trồng vườn và chúng được biết đến với các bông hoa tươi màu hình tên lửa.

## Thư viện ảnh

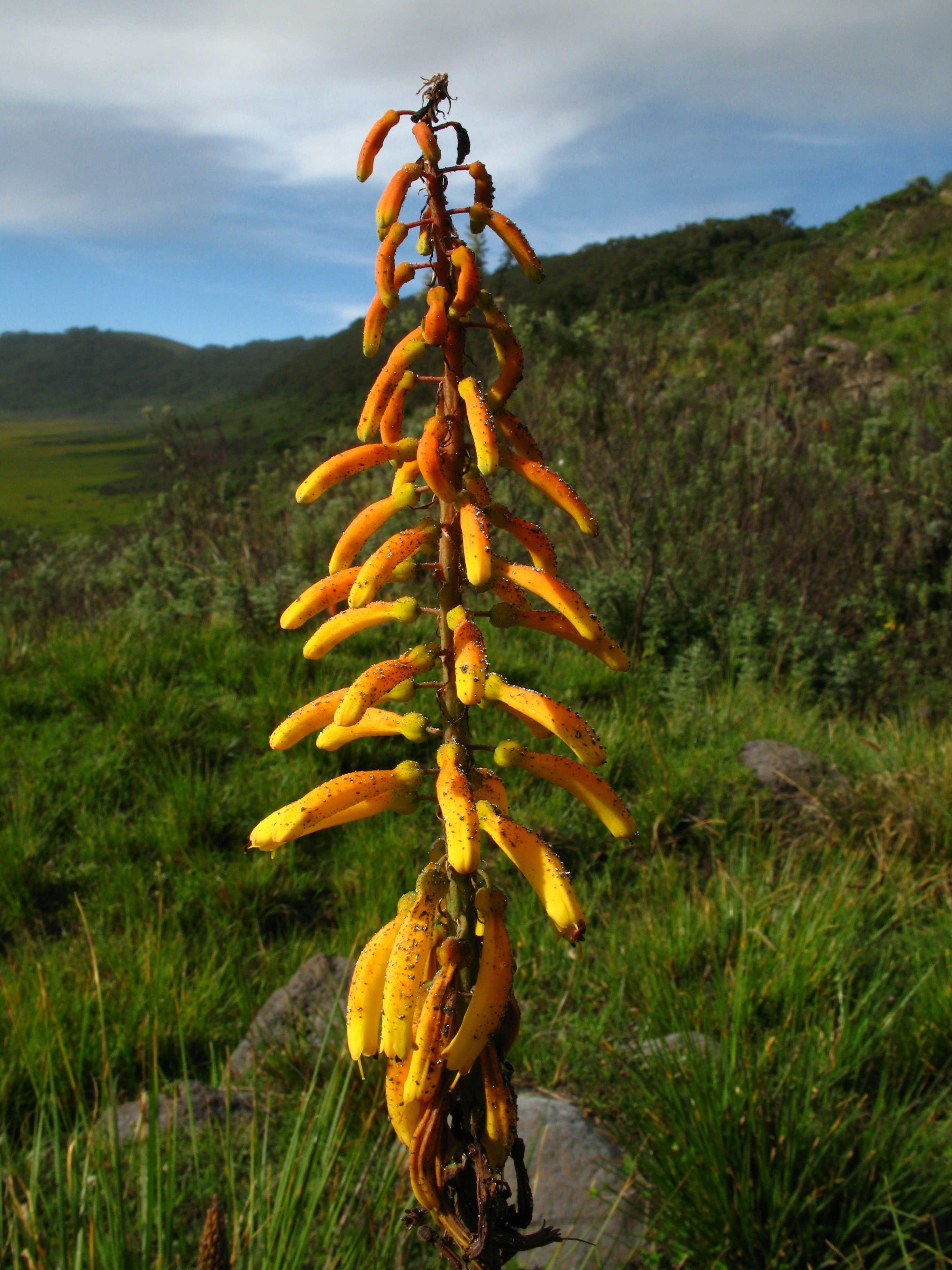
Kniphofia thomsonii tại Tanzania
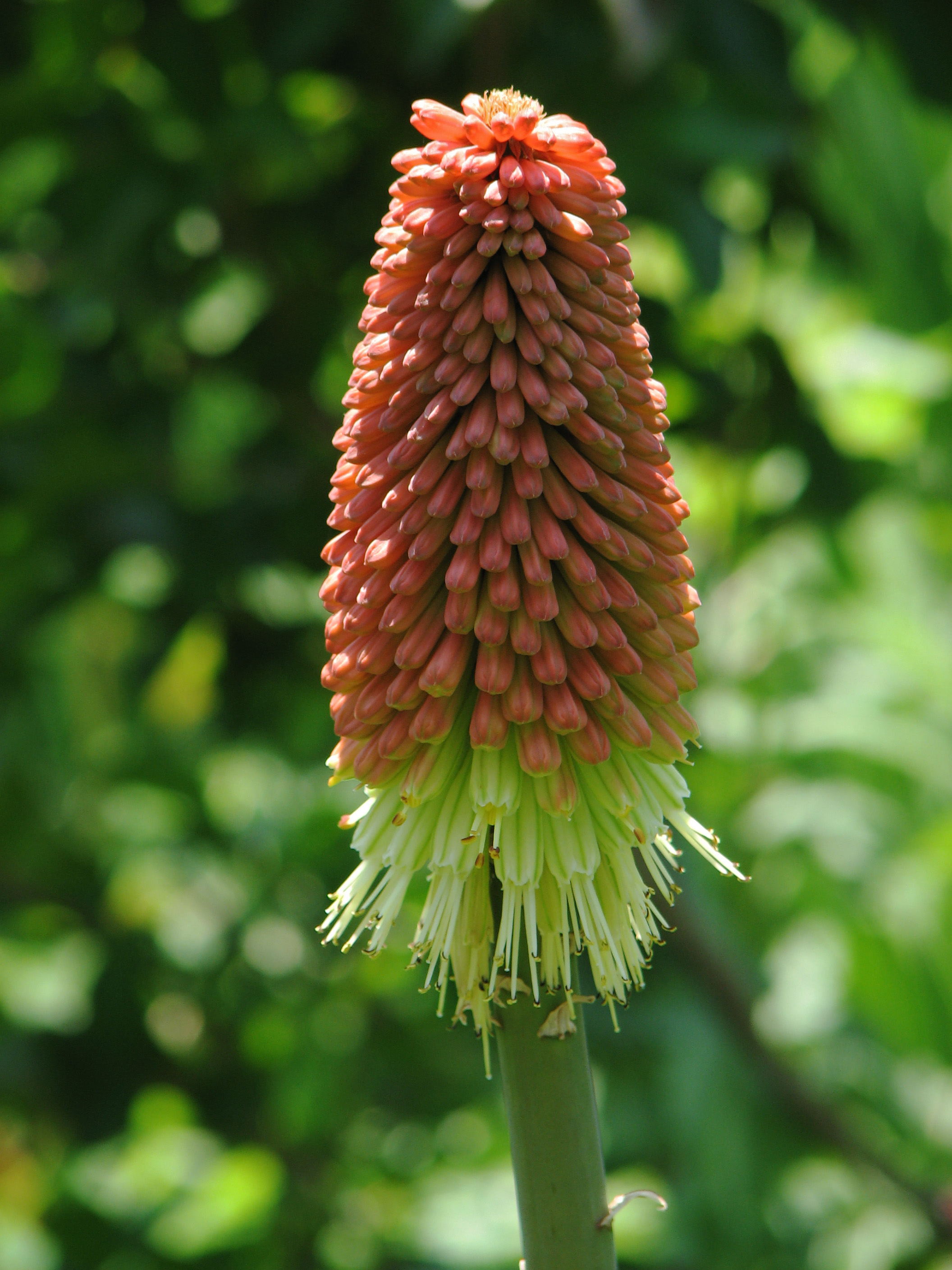
Que cời nóng đỏ 'Shenandoah'